# Bobs Worth
Bobs Worth, född 21 maj 2005, död 20 januari 2022, var ett irländskfött engelskt fullblod, mest känd för att ha segrat i Cheltenham Gold Cup (2013). Han tävlade i National Huntlöpning och Steeplechase.

## Bakgrund
Bobs Worth var en brun valack efter Bob Back och under Fashionista (efter King's Theatre). Han föddes upp av Lois Eadie och ägdes av The Not Afraid Partnership. Han tränades under tävlingskarriären av Nicky Henderson och reds oftast av Barry Geraghty.
Bobs Worth sprang in totalt 690 847 pund på 20 starter, varav 11 segrar, 2 andraplatser och 2 tredjeplatser. Han tog karriärens största segrar i Classic Novices' Hurdle (2011), Albert Bartlett Novices' Hurdle (2011), Berkshire Novices' Chase (2011), RSA Chase (2012), Hennessy Gold Cup (2012), Cheltenham Gold Cup (2013) och Lexus Chase (2013).

## Död
Bobs Worth avled av en olycka den 20 januari 2022 vid 17 års ålder.